# Emma Slavíková
Emma Slavíková (* 24. Januar 2003) ist eine tschechische Tennisspielerin.

## Karriere
Ticháčková spielt bislang vor allem Turniere der ITF Women’s World Tennis Tour, wo sie bislang drei Titel im Doppel gewinnen konnte.
In der tschechischen Liga spielte Ticháčková von 2014 bis 2019 für den TK Neridé, von 2020 bis 2024 für den TC VŠ Praha und ab 2024 für die Pliskova Tennis Academy-Říčany.

## Turniersiege

### Doppel
| Nr. | Datum          | Turnier       | Kategorie | Belag     | Partnerin     | Finalgegnerinnen                | Ergebnis          |
| --- | -------------- | ------------- | --------- | --------- | ------------- | ------------------------------- | ----------------- |
| 1.  | 20. Juli 2024  | Krško         | ITF W15   | Sand      | Camilla Bossi | Ivana Šebestová Linda Ševčíková | 6:3, 2:6, [12:10] |
| 2.  | 15. März 2025  | Monastir      | ITF W15   | Hartplatz | Eryn Cayetano | Julia Adams Esther Adeshina     | 7:5, 3:6, [10:4]  |
| 9.  | 9. August 2025 | Bielsko-Biała | ITF W15   | Sand      | Daria Górska  | Merel Hoedt Angelina Wirges     | 7:66, 4:6, [10:4] |